# Liste der Bodendenkmale in Mittelangeln
In der Liste der Bodendenkmale in Mittelangeln sind die Bodendenkmale der Gemeinde Mittelangeln nach dem Stand der Bodendenkmalliste des Archäologischen Landesamts Schleswig-Holstein von 2016 aufgelistet. Die Baudenkmale sind in der Liste der Kulturdenkmale in Mittelangeln aufgeführt.
| Denkmal-ID           | Befundart           | Bezeichnung                               | Zeitstellung                 | Lage | Bemerkungen | Bild |
| -------------------- | ------------------- | ----------------------------------------- | ---------------------------- | ---- | ----------- | ---- |
| aKD-ALSH-Nr. 003 792 | Grabmal > Grabhügel | Grabhügel „Hermannshye“                   | Vor- und/oder Frühgeschichte |      |             |      |
| aKD-ALSH-Nr. 003 793 | Grabmal > Grabhügel | Grabhügel                                 | Vor- und/oder Frühgeschichte |      |             |      |
| aKD-ALSH-Nr. 003 794 | Grabmal > Grabhügel | Grabhügel                                 | Vor- und/oder Frühgeschichte |      |             |      |
| aKD-ALSH-Nr. 003 842 | Grabmal > Grabhügel | Grabhügel                                 | Vor- und/oder Frühgeschichte |      |             |      |
| aKD-ALSH-Nr. 003 843 | Grabmal > Grabhügel | Grabhügel                                 | Vor- und/oder Frühgeschichte |      |             |      |
| aKD-ALSH-Nr. 003 844 | Befestigung > Burg  | Burg/Motte/Ringwall/Turmhügel „Slotsholm“ | Mittelalter                  |      |             |      |
| aKD-ALSH-Nr. 003 845 | Grabmal > Langbett  | Langbett/Steinreihe „Pinnesgrab“          | Neolithikum                  |      |             |      |
| aKD-ALSH-Nr. 003 846 | Grabmal > Langbett  | Langbett/Steinreihe                       | Neolithikum                  |      |             |      |
| aKD-ALSH-Nr. 003 847 | Grabmal > Langbett  | Langbett/Steinreihe                       | Neolithikum                  |      |             |      |
| aKD-ALSH-Nr. 003 848 | Altacker            | Altacker (celtic field)                   | Vorgeschichte                |      |             |      |
| aKD-ALSH-Nr. 003 849 | Altacker            | Altacker (celtic field)                   | Vorgeschichte                |      |             |      |